# Рубик, Эрнё
Э́рнё Ру́бик (Эрно Рубик; венг. Rubik Ernő, род. 13 июля 1944[…], Gato или Будапешт) — венгерский изобретатель, скульптор и профессор архитектуры. Всемирно известен благодаря своим объёмным головоломкам и игрушкам, к числу которых принадлежит кубик Рубика (1974).

## Биография
Родился в Будапеште во время Второй мировой войны. Его отец Эрнё Рубик-старший был авиаинженером на заводе в Эстергоме, мать Магдольна Санто — поэтесса. В 1967 году окончил инженерный факультет Будапештского университета технологии и экономики по специальности инженер-строитель, продолжил обучение в аспирантуре на скульптора и дизайнера интерьера. В 1971—1975 годах работал архитектором, затем снова вернулся в академию и получил звание доцента Будапештского института декоративного и прикладного искусства.
В начале 1980-х стал редактором журнала игр и головоломок (венг. És játék, «…и игра»). В 1983 году основал собственную студию (венг. Rubik Stúdió), которая занималась дизайном мебели и разработкой головоломок.
В октябре 1983 года объявил, что передаёт государству часть доходов от реализации «кубика» в размере 7 миллионов форинтов на организацию и деятельность специального фонда содействия внедрению изобретений граждан Венгрии. В роли гаранта фонда выступил Государственный банк страны.
В 1987 году получил звание профессора, в 1990 совместно с Яношем Гинстлером основал венгерскую техническую академию (венг. Magyar Mérnöki Akadémia) и был её президентом до 1996 года. В академии был создан международный фонд Рубика для поддержки особенно талантливых молодых изобретателей.
Эрнё Рубик в основном участвует в разработке видеоигр, пишет статьи по архитектуре и с 1996 года возглавляет студию Rubik’s.

## Изобретения

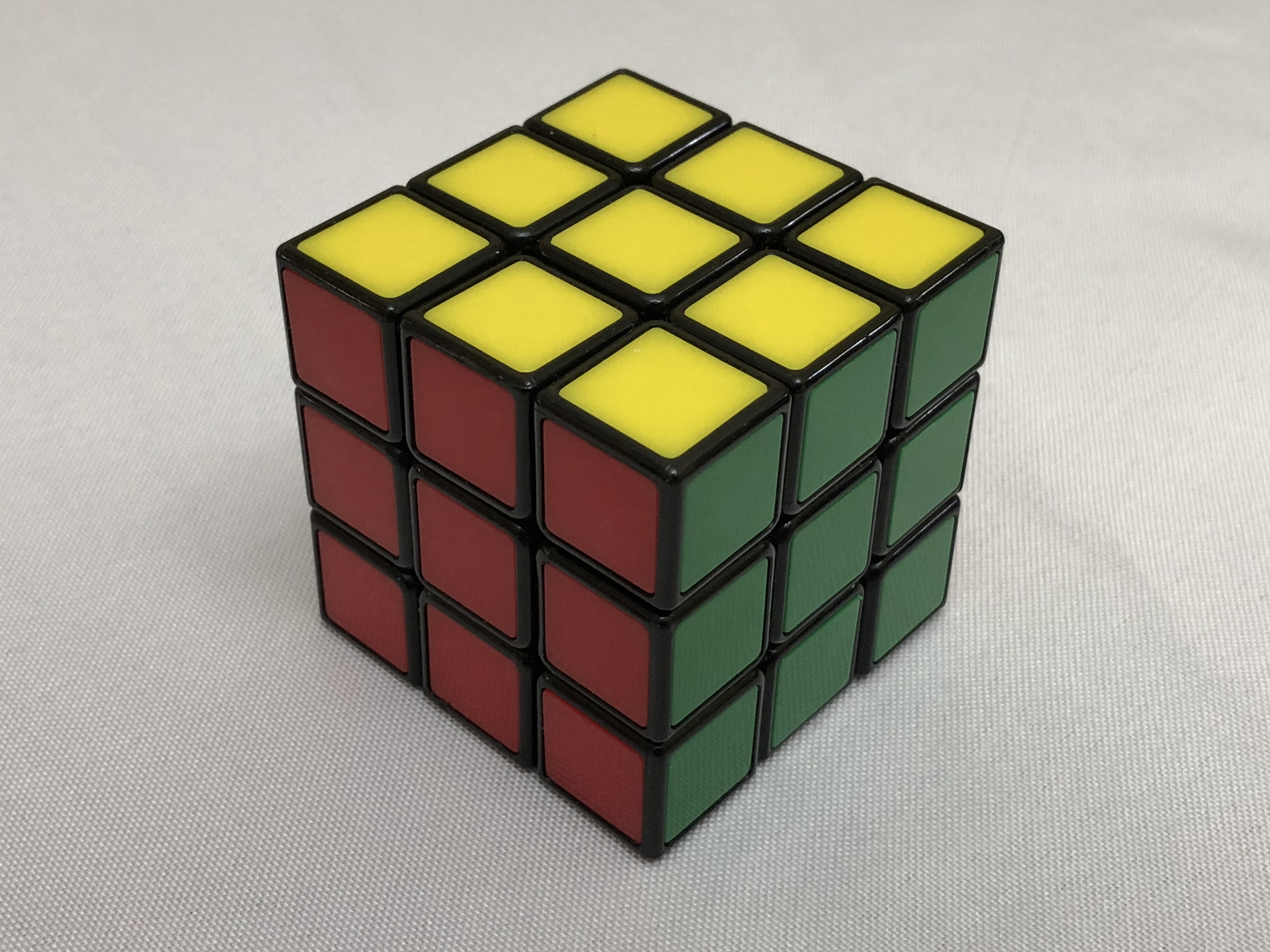
Кубик Рубика (1974)
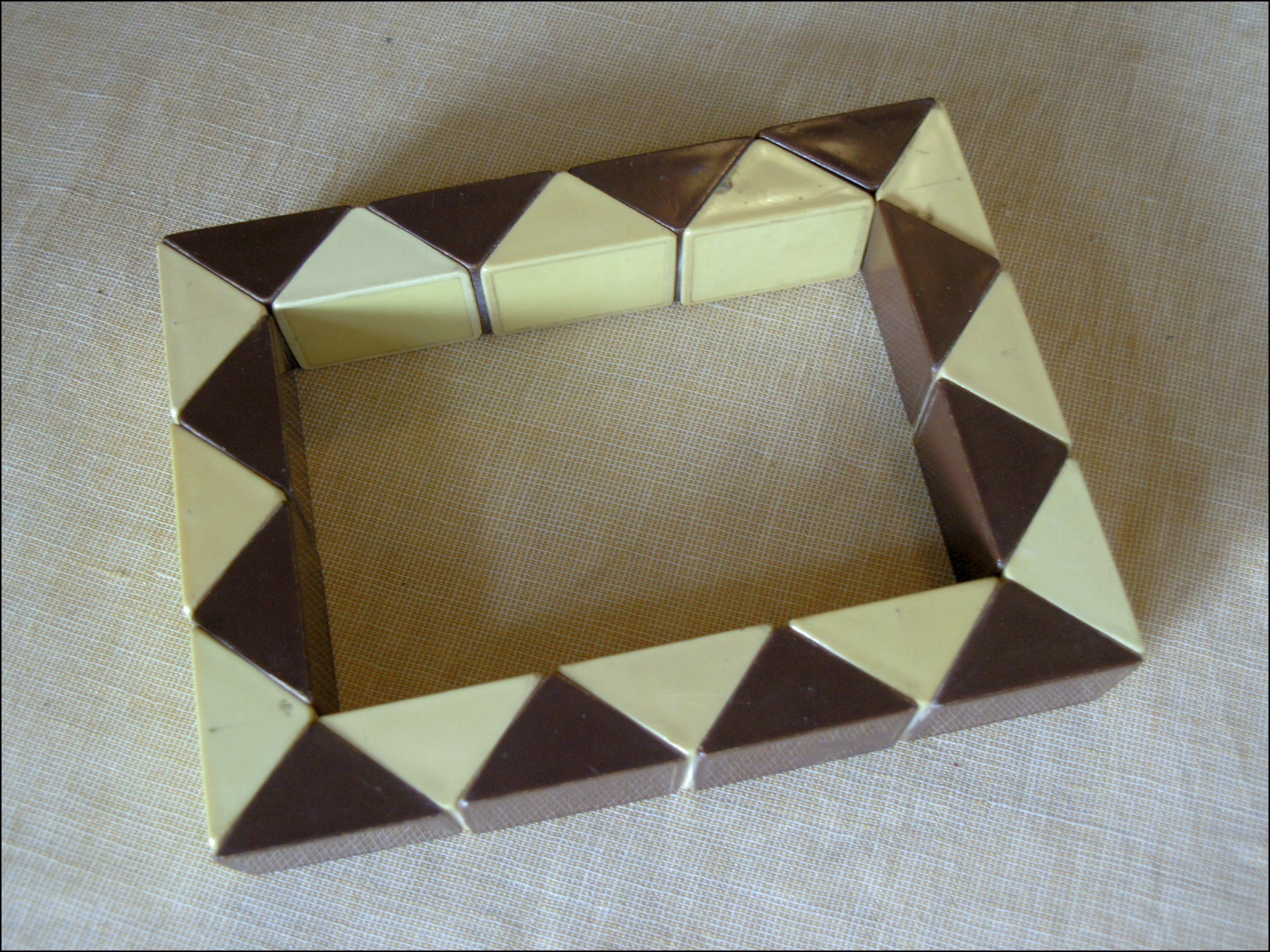
Змейка Рубика (1981)
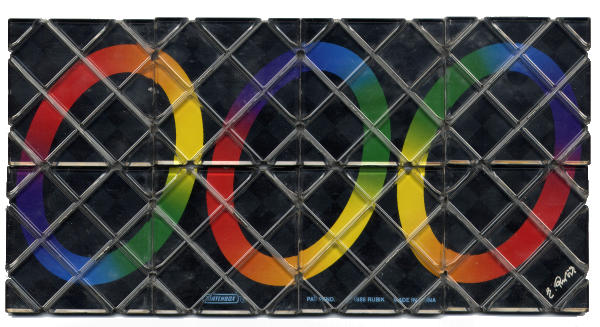
Магические квадраты Рубика (1986)[6] (Rubik's Magic)
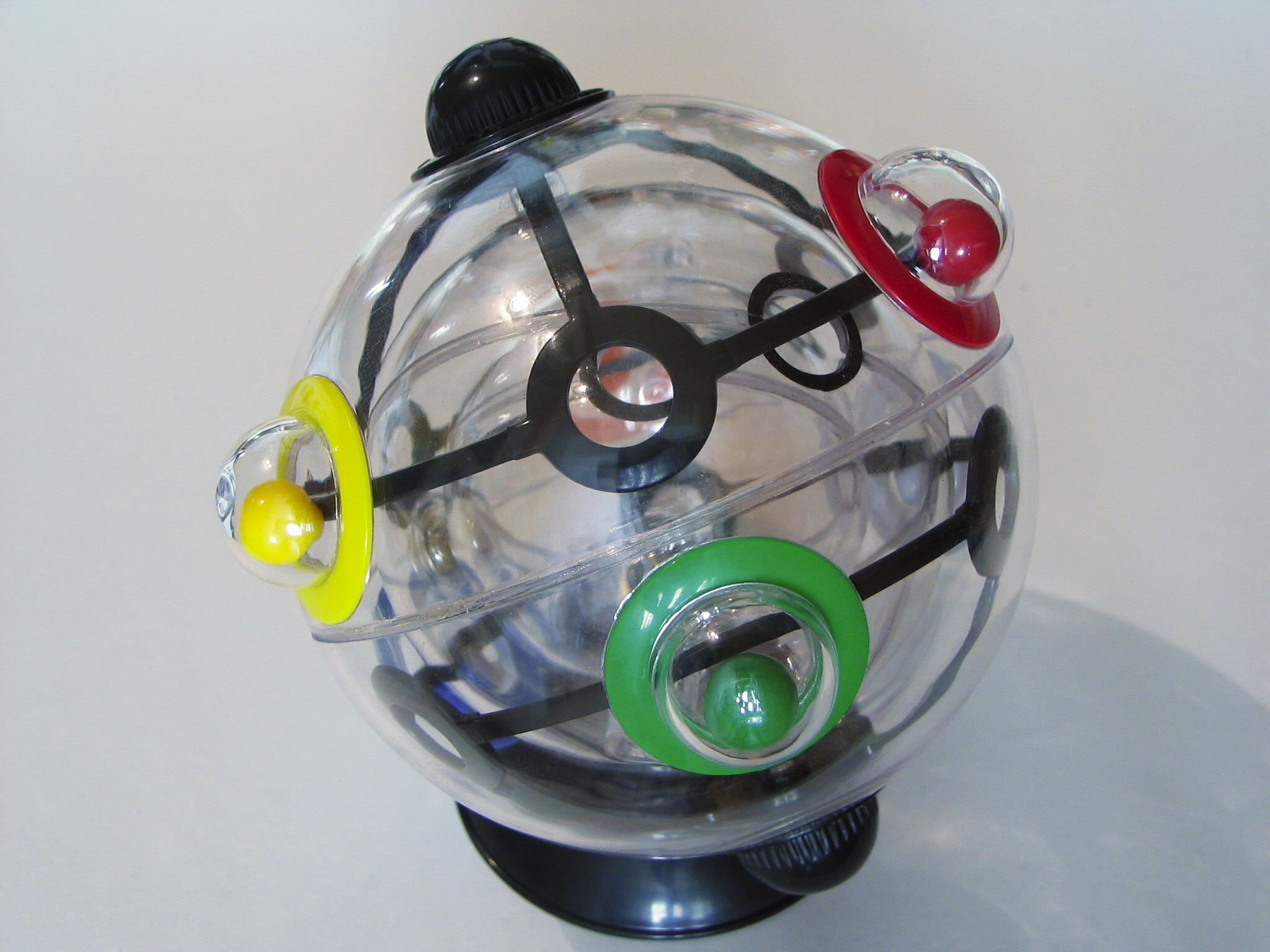
Шар Рубика (2009)

## Награды
- 1983 — Государственная премия Венгрии[венг.]
- 1995 — Международная премия Денеша Габора[англ.]
- 2007 — Премия имени Кошута
- 2010 — Командорский крест со звездой ордена Заслуг
- 2012 — Премия «Моя страна[венг.]»
- 2014 — Венгерский орден Святого Стефана
- 2014 — National Artist Award[венг.]
- 2014 — Почётный гражданин Будапешта